# Yuan Jinkai
Yuan Jinkai, ou Yuan Chin-kai (袁金鎧, 1870 - mars 1947), est un homme politique chinois servant dans le gouvernement de Beiyang et la clique du Fengtian avant de devenir membre du gouvernement de l'État du Mandchoukouo.

## Biographie
Natif de Liaoyang, Yuan est vice-commandant de la police locale durant les dernières années de la dynastie Qing. En octobre 1913, après la révolution chinoise de 1911, il est nommé vice-gouverneur de la province du Liaoning, et est sélectionné en 1915 pour représenter la province à la chambre haute de la législature de la République de Chine. Cependant, après la mort de Yuan Shikai, le Nord de la Chine sombre dans le chaos, et Yuan devient partisan du seigneur de guerre mandchou Zhang Zuolin. En 1916, il est nommé secrétaire en chef de l'armée du Fengtian. Il sert par la suite comme secrétaire en chef de l'armée de Zhang dans la province du Heilongjiang, et reçoit un siège au conseil de direction du chemin de fer de l'Est chinois. En 1930, il sert comme vice-directeur du Yuan de contrôle.
Après l'incident de Mukden de 1931, Yuan travaille avec Kan Chaoxi pour déclarer l'indépendance de Shenyang du reste de la Chine, et coopère par la suite avec l'armée impériale japonaise dans le conseil de direction du gouvernement autonome pour établir l'État du Mandchoukouo. Il sert dans le gouvernement local et dans divers comités juridiques de 1932 à 1935, y compris dans la commission constitutionnelle, et en février 1935, il est nommé sénateur du Mandchoukouo, puis entre au gouvernement comme Gardien du Sceau privé. Yuan se retire en avril 1944 après une attaque cérébrale qui lui paralyse les membres.
Oublié durant l'invasion soviétique de la Mandchourie par l'armée rouge et le Parti communiste chinois, Yuan meurt chez lui à Liaoyang en mars 1947.